# زمین‌لرزه سپتامبر ۱۹۶۶ چین
زمین‌لرزه چین در تاریخ ۲۸ سپتامبر ۱۹۶۶ میلادی، برابر با ‎۶ مهر ۱۳۴۵، ساعت ۱۴:۰۰:۲۰ به زمان یوتی‌سی در چین رخ داد. ژرفای این زلزله ۵٫۵ کیلومتر بود. بزرگی آن ۵٫۸ در مقیاس mb اعلام شده‌است. زمین‌لرزه به وقت محلی در روز چهارشنبه، ساعت ۲۲ روی داده و منطقه زمانی آن یوتی‌سی +۸ بوده‌است.
سازمان زمین‌شناسی آمریکا نیز جای این زمین‌لرزه را در مختصات ۲۷°۳۰′شمالی ۱۰۰°۰۶′شرقی / ۲۷٫۵°شمالی ۱۰۰٫۱°شرقی و بزرگی آنرا برابر با ۶٫۴ در مقیاس ریشتر اعلام کرده‌است.
شمار کشتگان زلزله حدود ۳۲ نفر بوده‌است. تعداد زخمیان ۲۲ نفر برآورده شده‌است.